# میراث (فیلم ۱۳۵۵)
میراث فیلمی به کارگردانی و نویسندگی عبدالله غیابی محصول سال ۱۳۵۵ است.

## داستان فیلم
خان قبیله، طالب مریم - نامزد عیسی - است اما عیسی با سرپیچی از فرمان خان، به اتفاق خانواده اش و مریم، فرار می کند. طی چند برخورد، افراد خان موفق به کشتن برادر و مادر عیسی می شوند. عیسی، مریم را به اتفاق فرزندشان که در محاصره افراد خان به دنیا آمده به متولی امامزاده ای می سپارد و خود به مقابله خان می رود و او را مجروح می کند. خان، حاضر نیست آنها را رها کند و به همین جهت به کمک یک ردیاب، عیسی و مریم را می یابد و آنها را به گلوله می بندد. اما خودش نیز کشته می شود. ردیاب، فرزند عیسی و مریم را که تنها بازمانده آنهاست، با خود می برد تا یادگاری از قیام در برابر ظلم باشد.

## بازیگران
- منوچهر احمدی
- پوری بنایی
- عنایت‌الله بخشی
- پروین ملکوتی
- فخری پور‌جعفر
- منوچهر فرید
- جواد یاراحمدی
- رضا یاقوتی
- هادی مقدم
- محمد برواره
- محبوبه صادقی

## نقد و بررسی
کوشش عمده عبدالله غیابی، مصروف پرورش زمینه های غونت مونیک موضوع از طریق محلهای فیلمبرداری، موسیقی، لباس و لهجه شده است. موضوع، همان حدیث کهنه ایستادن در برابر ظلم است که در رژیم گذشته، به شکل صریحش تنها به وسیله محکوم کردن خان و فئودال امکان نمایش می یافت. اما همچنان که گفته شد، بیشتر از این، توجه غیابی به هر چه واقعی تر نشان دادن ویژگیهای ظاهری قومی لرهاست. ترانه های فیلم را، خود غیابی خوانده است.